# Eocen

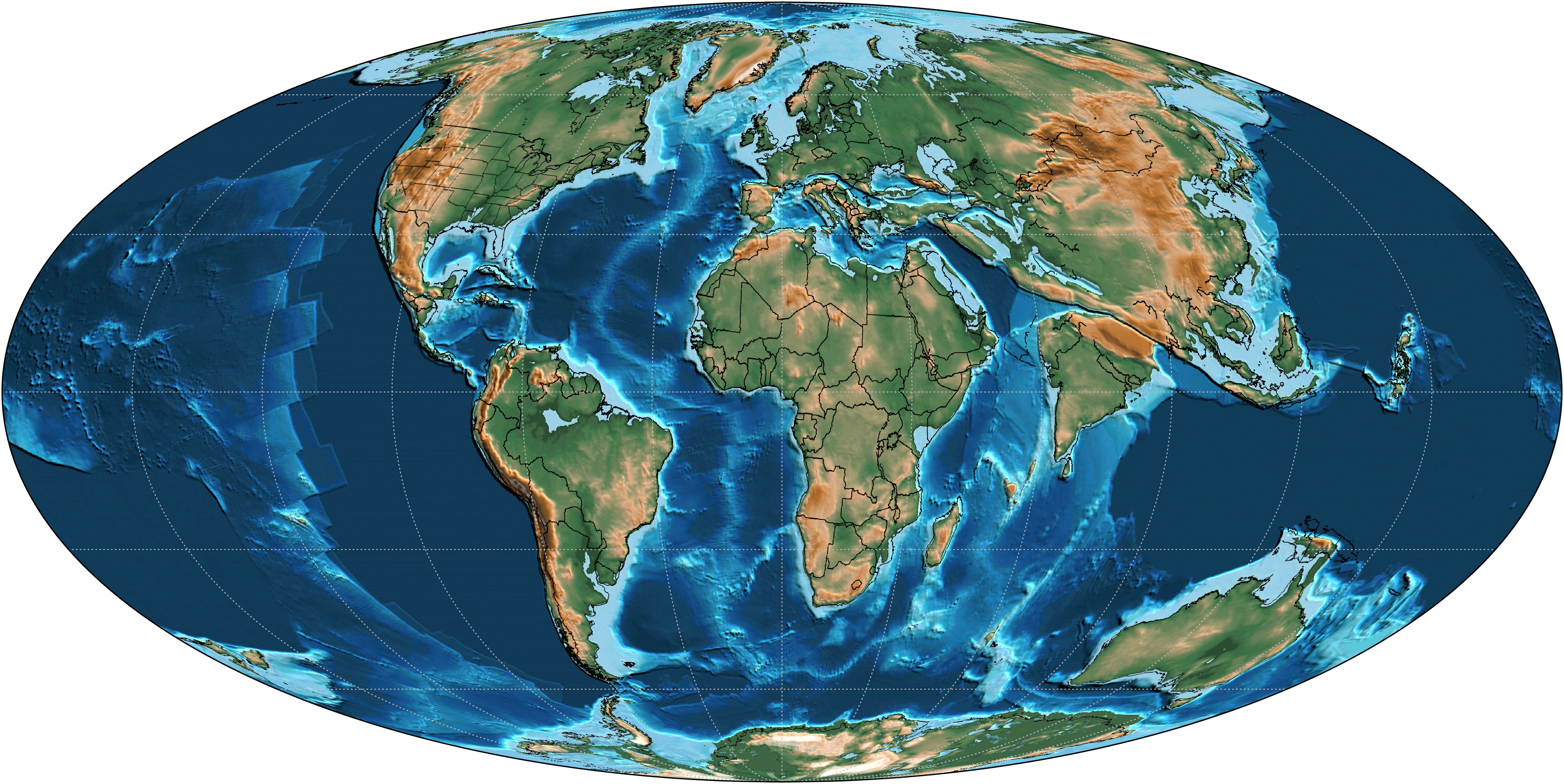
Pământul acum 45 milioane de ani.

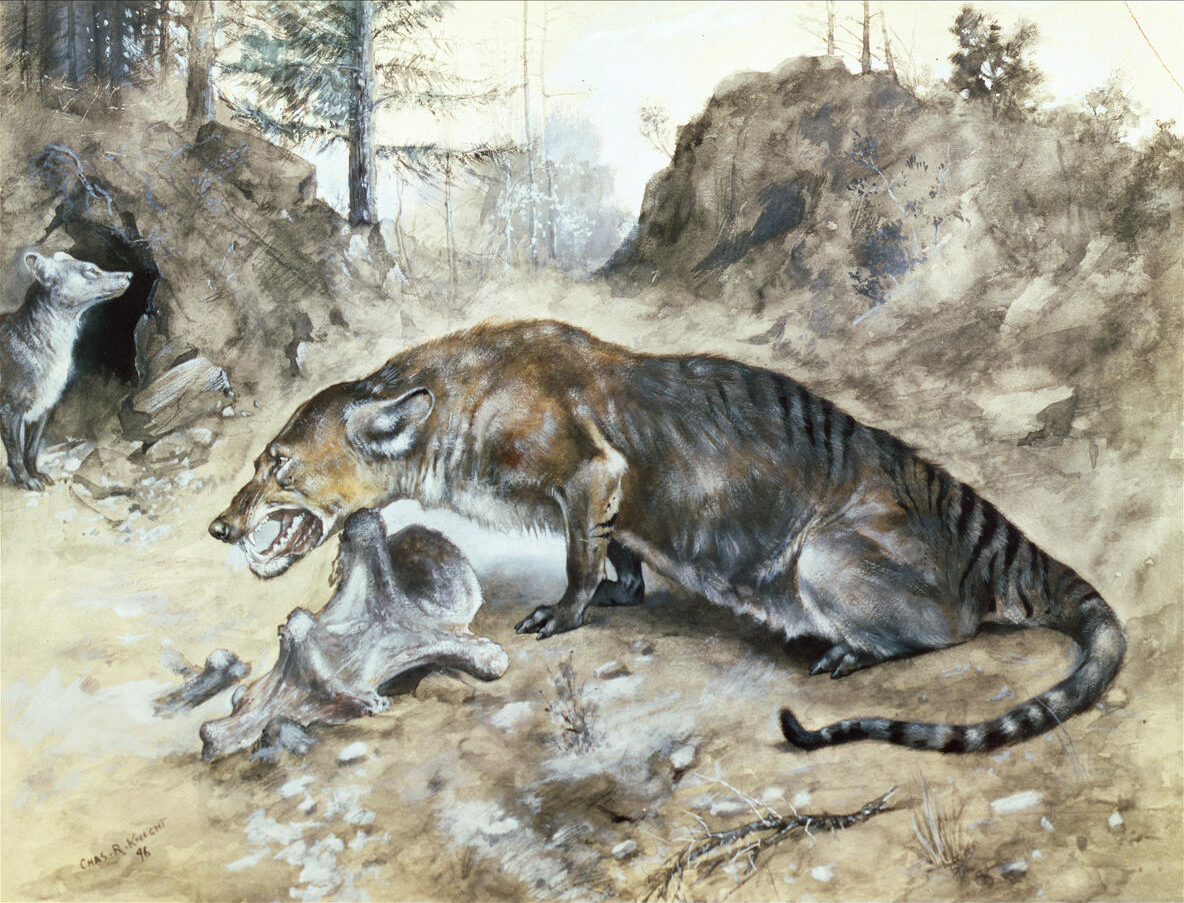

Eocenul este epoca geologică care a durat de acum 55,8 ± 0,2 milioane de ani, până acum 33,9 ± 0,1 milioane de ani. Este cea de-a doua epocă a perioadei paleogene din era cenozoică curentă. Denumirea de eocen vine din limba greacă veche. Eos „zori”, și kainos „nou” se referă la „zorile” faunei moderne care a apărut în cursul epocii. Eocenul este caracterizat prin existența numuliților, lamelibranhiatelor, gasteropodelor, echinidelor și mamiferelor. Mamiferele încep să domine uscatul. Apar primii șerpi.
Eocenul a durat de la sfârșitul paleocenului până la începutul oligocenului. Începutul eocenului este marcat de o perioadă scurtă în care concentrația izotopului de carbon 13C în atmosferă a fost excepțional de scăzută în comparație cu izotopul mai comun 12C. Temperatura medie a Pământului la începutul eocenului era de aproximativ 27 °C. Sfârșitul este marcat de un eveniment major de extincție numit Grande Coupure („Marea pauză” în continuitate) sau extincția în masă din eocen-oligocen, care poate fi legată de impactul unuia sau mai multor bolizi mari în Siberia și în ceea ce este în ziua de astăzi Golful Chesapeake. Ca și în cazul altor perioade geologice, straturile care definesc începutul și sfârșitul epocii sunt bine identificate, deși datele lor exacte sunt ușor incerte.